# Castagnito
Castagnito ist eine Gemeinde in der italienischen Provinz Cuneo (CN), Region Piemont.

## Lage und Einwohner
Castagnito liegt rund 65 km nordöstlich von der Provinzhauptstadt Cuneo entfernt in der Weinregion Roero, Teile der Rebflächen sind im Wein gleichen Namens zugelassen. Das Gemeindegebiet umfasst eine Fläche von 7 km² und hat 2240 Einwohner (Stand 31. Dezember 2023).
Die Nachbargemeinden sind Barbaresco, Castellinaldo, Guarene, Magliano Alfieri, Neive und Vezza d’Alba. 

## Geschichte

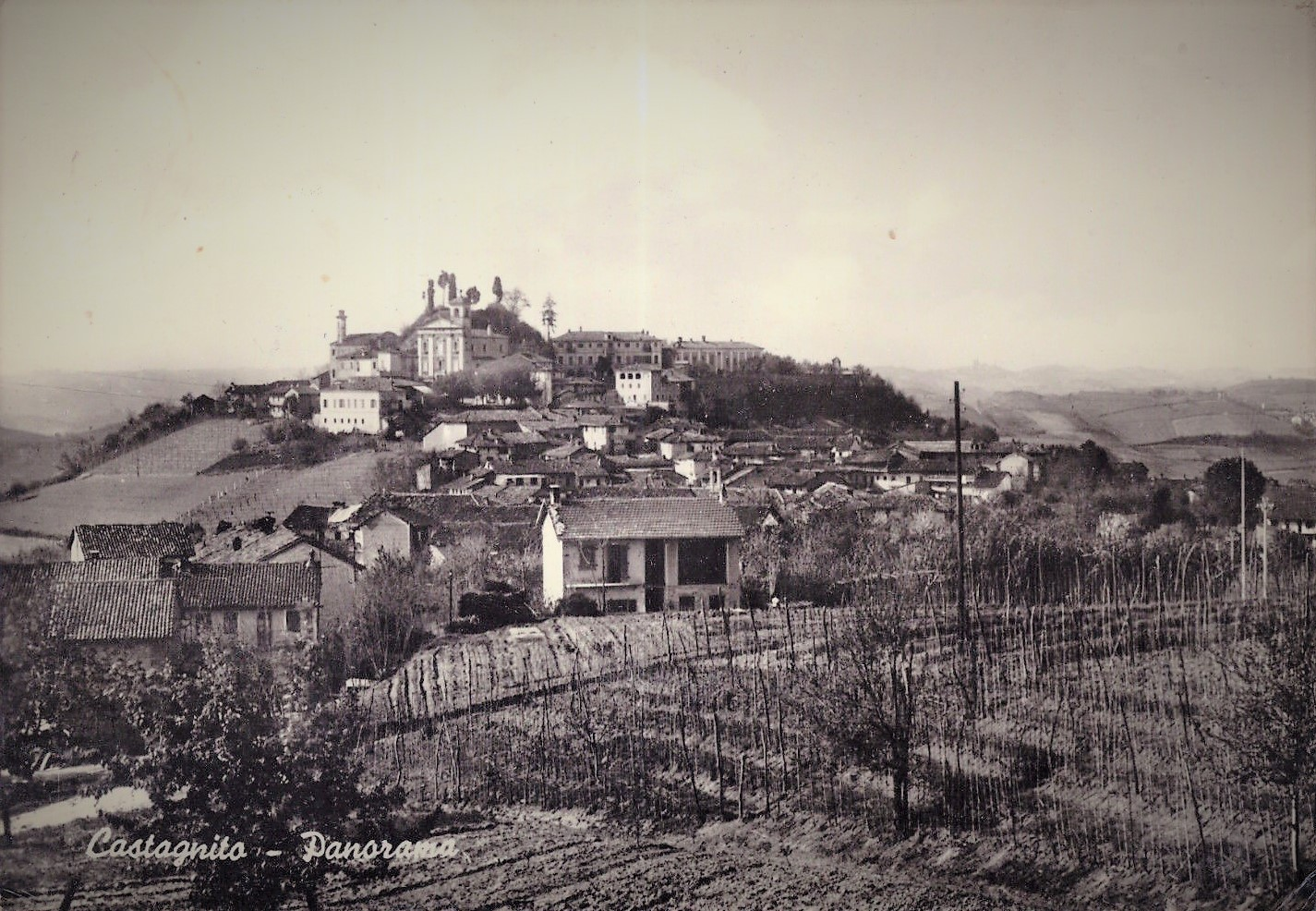
Panorama, Anfang des 20. Jahrhunderts

In einer Urkunde vom Ende des 12. Jahrhunderts mit dem Namen „Castagnitus“ erwähnt, wurde es gegen Mitte des 13. Jahrhunderts als „Castagnetus“ bezeugt. Der Ortsname leitet sich vom lateinischen CASTANEA, „Kastanie“, mit dem Zusatz des Sammelsuffixes -ETUM ab, was „Ort, an dem Kastanienbäume in Hülle und Fülle wachsen“ bedeutet. Die Gemeinde wurde zwischen dem Bischof von Asti und der Abtei von Breme aufgeteilt. Im Jahr 1299 unterwarf sich die Familie Roero dem Bischof von Asti und kaufte die Breme zustehende Hälfte, bis sie das gesamte Lehen in Besitz nahm, das bis zum Ende des 18. Jahrhunderts unter ihrer Herrschaft blieb.

## Sehenswürdigkeiten
- Die im 15. Jahrhundert erbaute Pfarrkirche San Giovanni Battista, in deren Inneren sich ein wertvolles Gemälde von Moncalvo befindet.
- Die Kirche des Heiligen Geistes, die 1708 erbaut wurde.
- Die Kapelle San Bernardo aus dem späten 17. Jahrhundert mit kreisförmigem Grundriss und Pronaos im Barockstil.

## Persönlichkeiten
- Tecla Merlo (1894–1964), römisch-katholische Ordensgründerin und Ordensoberin